# Heide-Blattschneiderbiene
Die Heide-Blattschneiderbiene (Megachile ericetorum, Syn.: Chalicodoma ericetorum), auch Heide-Mörtelbiene genannt, ist eine Art aus der Gattung Megachile (Blattschneider- und Mörtelbienen) aus der Ordnung der Hautflügler. 

## Merkmale
Die Weibchen werden 12 bis 14 mm lang. Auffallend sind die breiten Binden der Tergite. Der Körper ist gelbbraun behaart. Der Oberkiefer ist durch eine lange gerade Zahnkante gekennzeichnet. Die Männchen erreichen eine Körperlänge zwischen 10 und 13 mm. Auf dem 6. Tergit haben sie einen lang gezähnten, in der Mitte tief ausgeschnittenen Grat.

## Verbreitung
Das Verbreitungsgebiet erstreckt sich von Nordafrika über Europa bis Mittelfinnland und über Vorderasien bis Zentralasien. Die Biene bevorzugt trockenwarme Hanglagen mit Abbruchkanten und Böschungen, auch Sandgruben und Dünen. Als Kulturfolger ist sie in Parks und Gärten anzutreffen.

## Lebensweise
Die Heide-Blattschneiderbiene lebt wie die anderen Blattschneiderbienenarten solitär. Die Flugzeit beginnt im Juni und endet im August. Angeflogen werden die Blüten von Schmetterlingsblütlern wie Goldregen, Platterbsen, Hornklee, Hauhecheln, Wicken, Lavendel, Andorn, Salbei, Zieste, Natternköpfe, Ochsenzungen und anderen. 
Die Neströhren werden in Lehmwänden, Böschungen oder Abbruchkanten angelegt. Bevorzugt werden von Pelzbienen (Anthophora) angelegte Röhren. Für die Brut werden auch Mauerfugen, Schilfhalme oder Hohlräume in Holzpfählen genutzt. Aus Sand- oder Lehmmörtel werden die Wände der Brutzellen gebaut. Teilweise wird Harz zum Verfestigen genutzt.

## Parasiten
Die Kegelbiene Coelioxys aurolimbata nutzt die Brutzellen der Heide-Blattschneiderbiene für ihren Brutparasitismus.